# NGC 6548
NGC 6548 في الفهرس العام الجديد، هي مجرة، تقع في كوكبة الجاثي. اكتشفت في 20 سبتمبر 1786 بواسطة ويليام هيرشل.

## روابط خارجية
- NGC 6548 على موقع ويكي سكاي: DSS2, SDSS, GALEX, IRAS, Hydrogen α, X-Ray, Astrophoto, Sky Map, Articles and images